# Tainarys hapla
Tainarys hapla (лат.) — вид мелких полужесткокрылых насекомых рода Tainarys из семейства Aphalaridae.

## Распространение
Встречаются в Неотропике (Бразилия).

## Описание
Мелкие полужесткокрылые насекомые (длина около 2 мм). Внешне похожи на цикадок, задние ноги прыгательные. Голова и грудь грязно-беловатые или желтоватые. Темя с темными краями вдоль глаз и темной средней линией; места прикрепления усиков тёмные. Усики беловатые, 8-й и 9-й сегменты темно-коричневые. Грудь на краях склеритов тёмная. Переднее крыло желтоватое, от полупрозрачного до непрозрачного, с нечеткими коричневыми точками, покрывающими всю оболочку; вершины жилок Rs, M1+2, M3+4 и Cu1a совпадают с окружающей областью, вершина Cu1b с тёмной точкой. Заднее крыло полупрозрачное, беловатое. Брюшко желтоватое, снизу немного светлее; вершина парамера темно-коричневая. Передние перепончатые крылья более плотные и крупные, чем задние; в состоянии покоя сложены крышевидно. Антенны короткие, имеют 10 сегментов; на 4-м, 6-м, 8-м и 9-м члениках имеется по одному субапикальному ринарию. Голова широкая. Голени задних ног с короной из нескольких равных апикальных склеротизированных шпор.
Взрослые особи и нимфы питаются, высасывая сок растений. В основном связаны с растениями семейства анакардиевые: Schinus ferox, S. longifolia. Вид был впервые описан в 2017 году швейцарским колеоптерологом Даниэлем Буркхардтом (Naturhistorisches Museum, Базель, Швейцария) и его бразильским коллегой Dalva Luiz de Queiroz (Коломбу, Парана, Бразилия).